# Rendez-Vous z Reną Rolską
Rendez-Vous z Reną Rolską – drugi album studyjny Reny Rolskiej wydany w 1960 roku przez Polskie Nagrania oraz Pronit. Album ukazał się w formie 10-calowej płyty gramofonowej i zawierał nagrania z przełomu 1959 i 1960 roku.

## Lista utworów
Strona a:
1. Nie oczekuję dziś nikogo (Witold Lutosławski (ps. Derwid) – Zbigniew Kaszkur, Zbigniew Zapert)
2. Around the world (Victor Young – Ola Obarska)
3. Deszczowy koncert (Zygmunt Karasiński – Ola Obarska)
4. Błękitna laguna (Romuald Żyliński – Igor Sikirycki)

Strona b:
1. Come prima (Enzo Di Paola, Sandro Taccani – Andrzej Barski)
2. Jawa (Émile Stern – Ola Obarska)
3. Rozejdźmy się w przyjaźni (Stefan Musiałowski – Irena Grygolunas)
4. Nieśmiały pierwszy śnieg (Wiesław Machan – Janusz Odrowąż)

## Charakterystyka albumu
Drugi album studyjny Reny Rolskiej pochodzi z okresu jej współpracy z kompozytorem Ryszardem Damroszem. Został w całości zarejestrowany w Studio Polskich Nagrań na przełomie 1959 i 1960 roku. Trzy utwory pochodzące z albumu ukazały się w formie singli na płytach szelakowych wydawanych przez Polskie Nagrania i Pronit.

## Płyty szelakowe z nagraniami z płytyRendez-Vous z Reną Rolską
Opracowano na podstawie materiału źródłowego.
- [1959] Muza 3347 – Deszczowy koncert[5]
- [1960] Muza 3343 – Nie oczekuję dziś nikogo[6]
- [1960] Muza 3352 – Rozejdźmy się w przyjaźni[7]

## Muzycy
- Rena Rolska – śpiew
- Zespół Wokalny – śpiew
- Orkiestra Taneczna – akompaniament
- Ryszard Damrosz – dyrekcja

## Ciekawostki
Utwór pochodzący z płyty pt. Nie oczekuję dziś nikogo Rena Rolska zaprezentowała publiczności na 1. Międzynarodowym Festiwalu Piosenki Sopot 1961.